# Seicercus montis
El mosquitero pechiamarillo (Seicercus montis) es una especie de ave paseriforme de la familia Phylloscopidae propia del sureste asiático.

## Distribución y hábitat
El mosquitero pechiamarillo se encuentra en las montañas del archipiélago malayo y sur de la península malaya. La especie es muy común en las islas de Sumatra y Borneo, y también encuentra en las islas de Palawan, Timor y Flores; distribuido por Indonesia, Malasia y Filipinas. Su hábitat natural son los bosques montanos húmedos tropicales.

## Comportamiento
La especie anida a mediados de febrero y se reproduce en febrero-abril. Construye un nido con pastos, el mismo posee forma de domo con una entrada lateral. Los nidos se encuentran entre las raíces debajo de una saliente de un banco erosionado u otro sitio similar. Se alimenta sola o en pequeños grupos de no más de cinco ejemplares.
Esta especie habita en una amplia zona y su población se encuentra estable. La IUCN ha clasificado a esta como una especie bajo preocupación menor.